# Рекорд (Макушинський округ)
Реко́рд (рос. Рекорд) — селище у складі Макушинського округу Курганської області, Росія. 
Населення — 63 особи (2010, 78 у 2002).
Національний склад станом на 2002 рік:
- росіяни — 99 %